# Église Notre-Dame-de-Bon-Secours d'Orveau
L'église Notre-Dame-de-Bon-Secours d'Orveau est une église paroissiale catholique, dédiée à Notre-Dame de Bon Secours, située dans la commune française d'Orveau et le département de l'Essonne.

## Historique
L'église actuelle remplace un édifice du XIIe siècle détruit durant la Guerre de Cent Ans.
L'édifice est reconstruite au XVIe siècle. 
Depuis un arrêté du 19 octobre 1965, l'église est inscrite au titre des monuments historiques.

## Description
L'édifice, simple, réutilise peut-être des chapiteaux de l'édifice antérieur.

## Pour approfondir